# Plaza de Bolívar
La plaza de Bolívar es la plaza principal de la ciudad de Bogotá y de Colombia. Está ubicada en el centro histórico de la ciudad, entre las carreras Séptima y Octava con calles Décima y Once. A su alrededor se encuentran algunos de los principales edificios de la ciudad: al norte el Palacio de Justicia, al sur el Capitolio Nacional, al oriente la  Catedral Basílica Metropolitana de Bogotá y Primada de Colombia, la Casa del Cabildo Eclesiástico, la Capilla del Sagrario de Catedral Basílica Metropolitana y el Palacio Arzobispal y al occidente el Palacio Liévano, sede de la Alcaldía Mayor de Bogotá, y al suroriente el Colegio Mayor de San Bartolomé (Bogotá) de los jesuitas. Fue propuesta como  Monumento Nacional de Colombia por la resolución 51 del 26 de octubre de 1994 y declarada como tal por el decreto 1802 del 19 de octubre de 1995.
Un estudio de la Universidad de los Andes sostiene que la plaza de Bolívar tiene 13 903 m² (incluidas las calles de su alrededor) y una capacidad máxima de 55 612 personas.

## Historia

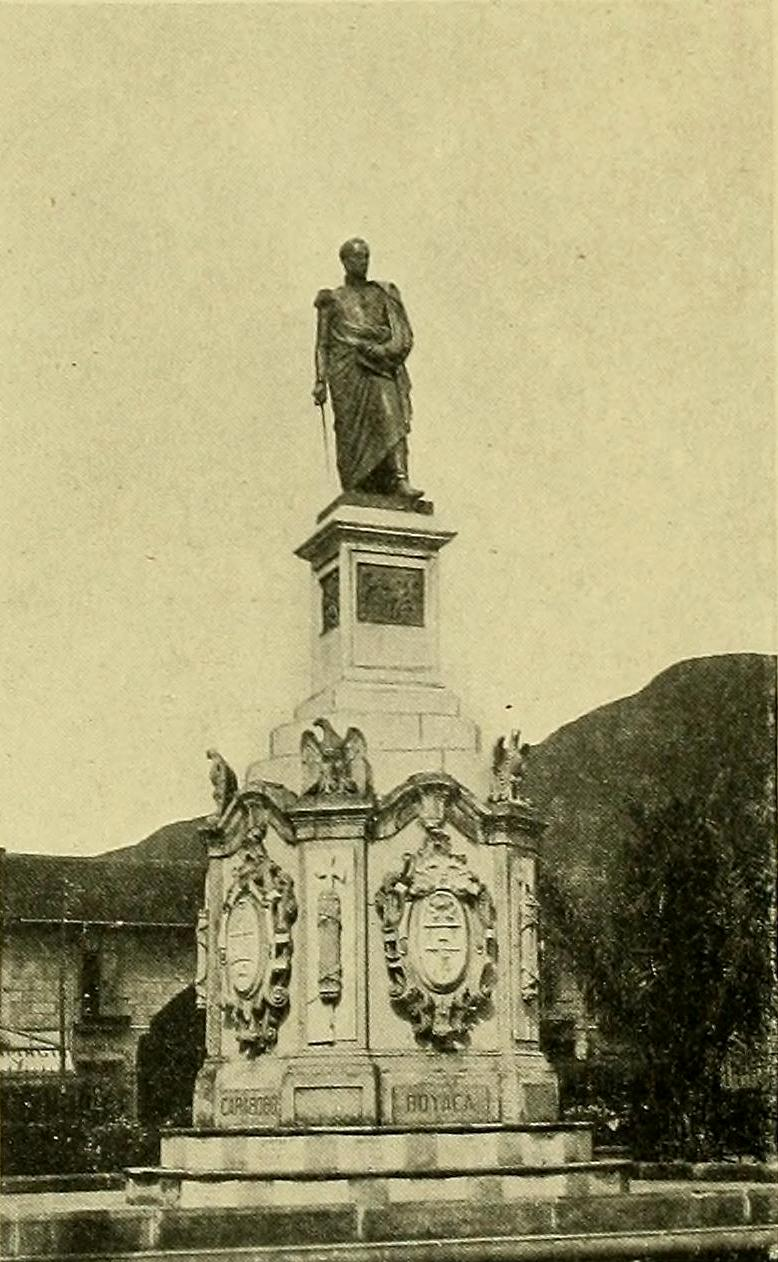
Estatua de Bolívar en 1918 con el segundo pedestal que tuvo.

El carácter de la plaza ha cambiado, cuando estaba rodeada de casas coloniales y era sede de mercado donde los campesinos traían a vender sus productos. Fue trazada por los primeros colonizadores españoles y poseía en el centro desde su fundación una columna en madera que cumplía la función de rollo o picota de castigos, la cual representaba el poder del rey de España. La picota presidió la plaza hasta 1583, cuando el oidor Alonso Pérez de Salazar solicitó su reemplazo por una pequeña fuente pública para abastecer de agua a la ciudad. En 1681 se cambió por otra fuente de mayor perfección y ornato, la cual fue conocida entre sus habitantes como el «mono de la pila» y que actualmente se encuentra en el Museo de Arte Colonial. La única construcción alrededor de la plaza que se conserva desde la época colonial es la Capilla del Sagrario.
Después de la independencia, se comenzó a denominar Plaza de la Constitución, nombre oficial desde 1821, aunque algunas referencias históricas indican que el nombre de Plaza Mayor siguió siendo de uso cotidiano entre sus habitantes.

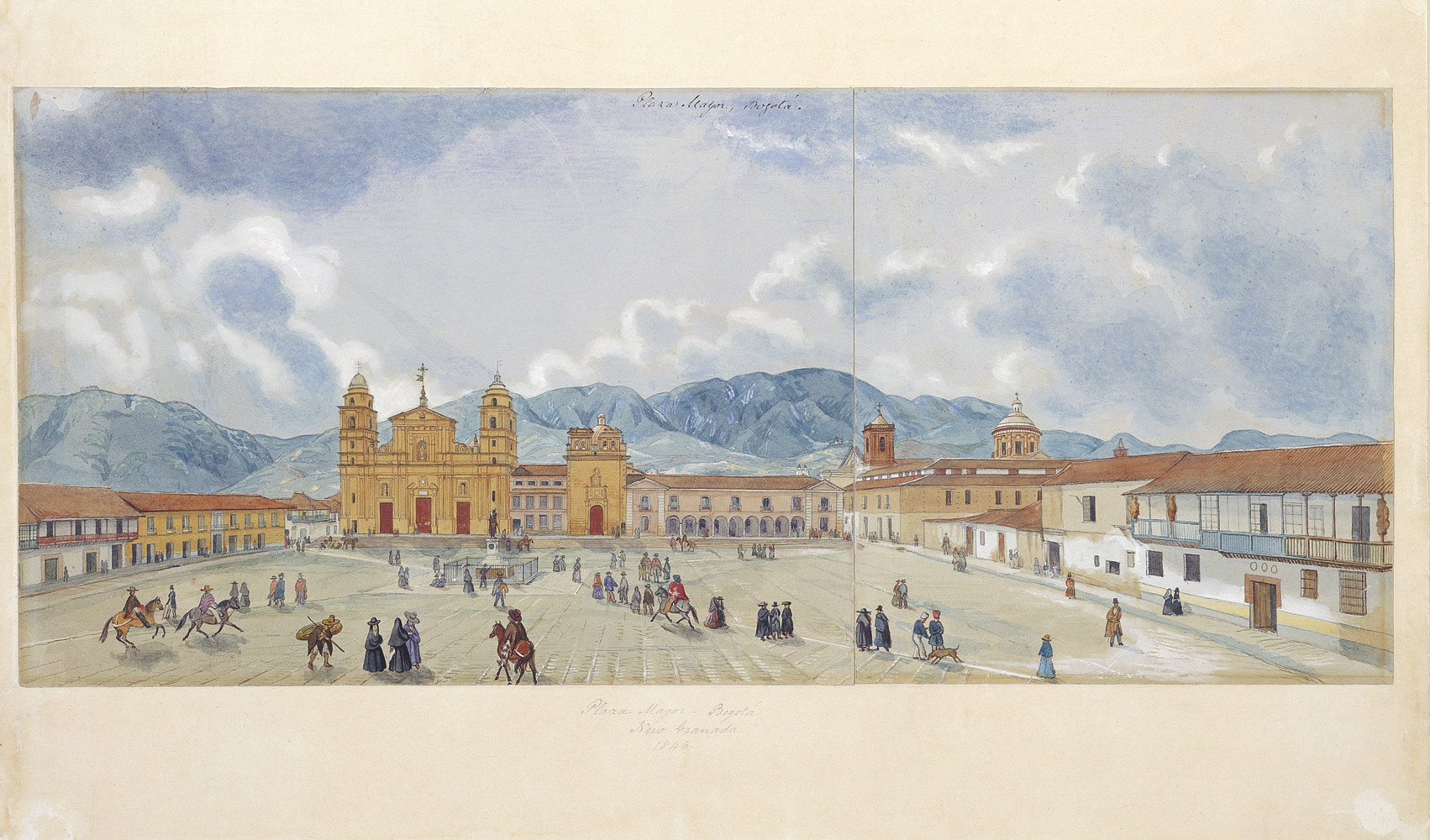
La plaza Mayor de Bogotá en 1846, acuarela de Edward Mark.

El 20 de julio de 1846, el Congreso de la República dispuso la ubicación en el centro de la plaza de una estatua de bronce del general Simón Bolívar donada por José Ignacio París, quien encargó su diseño y fundición al escultor genovés Pietro Tenerani. Por esta disposición, la plaza fue bautizada con el nombre del Libertador, acto protocolizado con el Acuerdo municipal firmado el 20 de julio de 1847 y el Acuerdo 7º del 18 de junio de 1883 en conmemoración del centenario de su nacimiento.
En 1861 se suspendió el mercado y otras actividades en la plaza como las fiestas de toros. En 1880 se instaló un nuevo pedestal para la estatua de Simón Bolívar y se giró, cambiando su orientación original en la cual miraba hacia el oriente (Catedral) para quedar mirando hacia el costado norte de la plaza (Palacio de Justicia). Al año siguiente, el ministro de instrucción pública Ricardo Becerra mandó instalar un jardín de corte inglés alrededor de la estatua de Bolívar rodeada con una reja de hierro, la cual fue retirada en 1919.

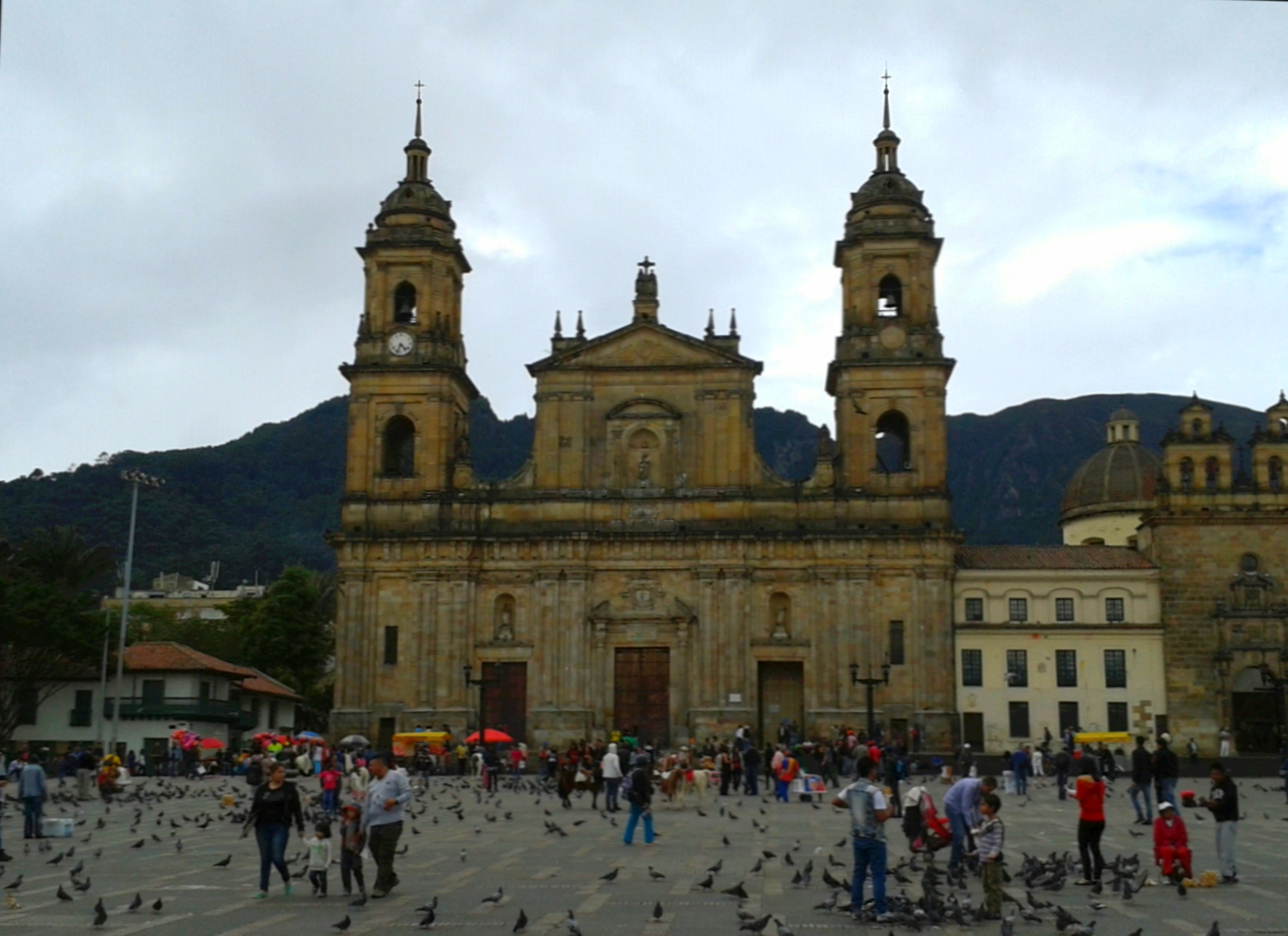
Catedral Basílica Metropolitana de Bogotá y Primada de Colombia.

En 1927 se instalaron cuatro pilas con fuentes de agua y se puso un pedestal más alto para la estatua de Bolívar en el centro de la plaza. Las obras concluyeron el 19 de julio de 1929. Las últimas reformas a la plaza se realizaron por cuenta de la firma Martínez y Avendaño, seleccionada por un concurso público en 1959 para festejar el sesquicentenario del grito de independencia. Las obras, diseño de Fernando Martínez,  dieron inicio el 25 de enero de 1960. Como consecuencia de ello, se retiraron los espacios para estacionamiento de vehículos y las fuentes, configurando el actual espacio de la plaza, principalmente dirigido al uso peatonal. El diseño actual solucionó adicionalmente el problema del declive geográfico con el uso de planos alabeados que se inclinan sobre un área plana triangular con su base en las escaleras del Capitolio, generando un frente aparentemente horizontal. La inauguración de la nueva Plaza de Bolívar se realizó el 16 de julio de 1961 por el presidente Alberto Lleras Camargo.

## Entorno
.

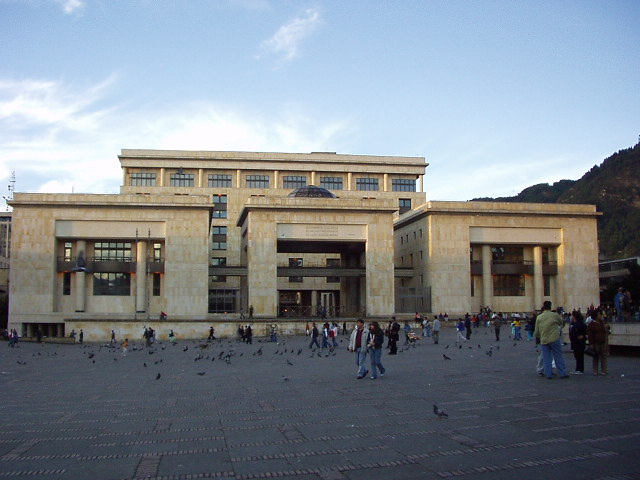
Palacio de Justicia.

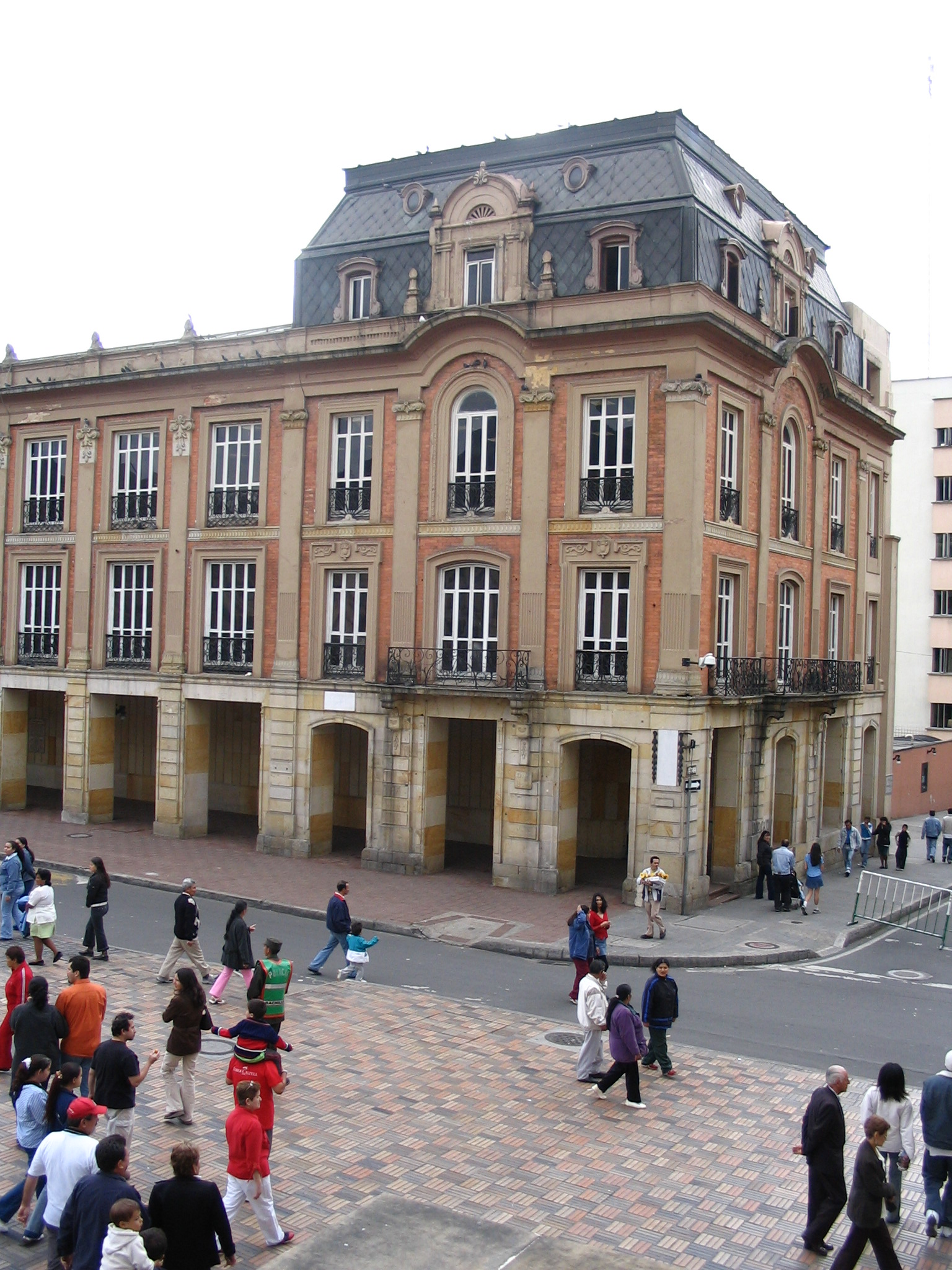
Palacio Liévano, sede de la Alcaldía Mayor de Bogotá.

Sobre la cara norte de la plaza se encuentra el Palacio de Justicia, un enorme edificio moderno donde se radica la Corte Suprema.  La historia del Palacio de Justicia es bastante trágica y quizá simbólica de los problemas de la nación.  El primer edificio de la Corte fue construido en 1921 sobre la calle 11 con carrera 6a y destruido por un incendio durante el Bogotazo en abril de 1948.  Un nuevo palacio fue construido en la cara norte de la Plaza de Bolívar y destruido durante la famosa Toma del Palacio de Justicia realizada por el movimiento guerrillero M-19, cuando el ejército trataba de retomar el control del edificio. Las ruinas del edificio se mantuvieron intactas durante 4 años hasta que el gobierno decidió demolerlo completamente y construir el nuevo edificio que actualmente ocupa el costado norte.
Sobre la cara sur de la plaza se encuentra el edificio en piedra de estilo neoclásico del Capitolio Nacional el cual es la sede del Congreso de la República. Este se empezó a construir en 1848, en el mismo lugar donde 62 años antes fue destruido el palacio virreinal por un incendio. Debido a la inestabilidad política del país, el Capitolio solo se pudo concluir en 1926, 78 años después de iniciar sus obras. El edificio fue diseñado por arquitecto danés Thomas Reed, pero durante su construcción las obras fueron dirigidas sucesivamente por el colombiano Mariano Sanz de Santamaría, el italiano Pietro Cantini y el francés Gastón Lelarge, cuya principal modificación propuesta fue el diseño de una inmensa cúpula que dominaría el aspecto exterior de la edificación, pero se decidió no construirla para poder terminar la obra a tiempo.

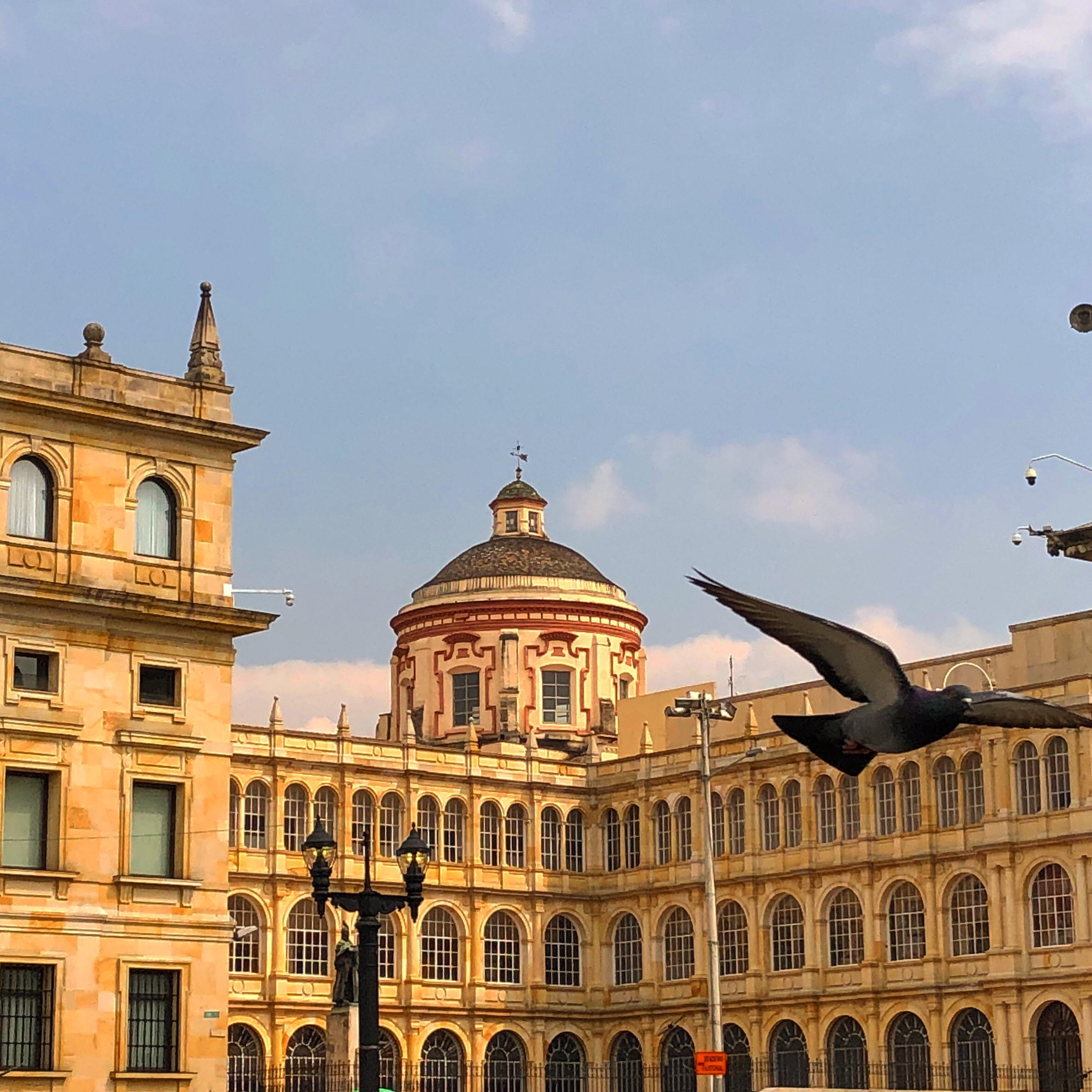
Colegio Mayor de San Bartolomé.

Sobre la parte occidental de la plaza se encuentra el Palacio Liévano, una construcción de estilo "renacimiento francés" diseñada por el arquitecto Gastón Lelarge, que es actualmente la sede de la Alcaldía Mayor de Bogotá. Anteriormente en ese sitio se encontraban las Galerías Arrubla, en donde se disponían locales comerciales, pero fueron destruidas por un incendio el 20 de mayo de 1900.
Sobre el costado oriental de la plaza se ubica la Catedral Basílica Metropolitana de Bogotá construida ente 1807 y 1823 y junto a ésta la Capilla del Sagrario construida a finales del siglo XVII. Al lado derecho de estas construcciones está el Palacio Arzobispal, construido entre 1952 y 1959 para reemplazar el antiguo palacio, destruido en abril de 1948 durante el Bogotazo.
En, la esquina nororiental se encuentra la Casa del Florero, sede del Museo del 20 de julio, en la cual ocurrió el Grito de Independencia el 20 de julio de 1810, evento en el que se generó el movimiento independentista del régimen español en Colombia.
Finalmente en la esquina suroriental está ubicado el Colegio Mayor de San Bartolomé, institución educativa fundada por los Sacerdotes Jesuitas en 1604, en el cual se han formado diversas personalidades de la historia de Colombia. En él, la plazoleta de Camilo Torres recuerda el sitio donde fueron ejecutados varios revolucionarios durante la reconquista española de 1816.

Vista panorámica de la plaza de Bolívar en diciembre de 2008.